# Liste der Abgeordneten zum Salzburger Landtag (Herzogtum, 10. Wahlperiode)
Diese Liste der Abgeordneten zum Salzburger Landtag (Herzogtum, 10. Wahlperiode) listet alle Abgeordneten zum Salzburger Landtag des Herzogtums Salzburg in der 10. Wahlperiode auf. Die Angelobung der Abgeordneten erfolgte am 16. September 1909, wobei der Landtag 39 Abgeordnete umfasste. Dem Landtag gehörten dabei 5 Vertreter des „Großgrundbesitzes“ (GG), 6 Vertreter der Stadt Salzburg, 2 Vertreter der Handels- und Gewerbekammer (HGK), 8 Vertreter der Städte und Märkte (SM), 11 Vertreter der Landgemeinden (LG) und 6 Vertreter der „IV Wählerklasse“ (AWK) an. Hinzu kam die Virilstimme des Salzburger Erzbischofs.

## Sessionen
In der 10. Wahlperiode fanden vier Sessionen statt:
- I. Session: vom 16. September 1909 bis 19. Februar 1910 (28 Sitzungen)
- II. Session: vom 20. September 1910 bis 19. November 1910 (21 Sitzungen)
- III. Session: 4. Juli 1911 (außerordentliche Sitzung) und vom 11. Jänner 1911 bis 2. März 1912 (15 Sitzungen)
- IV. Session: vom 17. September 1913 bis 30. September 1913 (4 Sitzungen)

## Landtagsabgeordnete
| Name                   | Wahlklasse     | Region                                                                                    | Anmerkung                                                    |
| ---------------------- | -------------- | ----------------------------------------------------------------------------------------- | ------------------------------------------------------------ |
| Berger Franz           | Stadt Salzburg |                                                                                           |                                                              |
| Biebl Rudolf           | HGK            |                                                                                           |                                                              |
| Brandl Johann          | SM             | Hallein                                                                                   |                                                              |
| Brötzner Georg         | GG             |                                                                                           |                                                              |
| Buchsteiner Heinrich   | SM             | Radstadt                                                                                  | am 4. Juli 1911 für Josef Scheiblbrandtner angelobt          |
| Eberhart Josef         | SM             | Saalfelden, Lofer, Mittersill, Taxenbach, Zell am See                                     |                                                              |
| Eder Ignaz             | Stadt Salzburg |                                                                                           |                                                              |
| Etter Daniel           | LG             | Salzburg                                                                                  |                                                              |
| Friembichler Andrä     | LG             | Salzburg                                                                                  |                                                              |
| Fuchs Viktor           | LG             | Zell am See                                                                               |                                                              |
| Fürschnaller Alois     | LG             | Zell am See                                                                               |                                                              |
| Haagn Julius           | Stadt Salzburg |                                                                                           |                                                              |
| Hofer Franz            | IV. WK         | LG Bezirke Hallein und Tamsweg                                                            |                                                              |
| Hölzl Johann           | GG             |                                                                                           | im Amt verstorben                                            |
| Huber Johann           | LG             | Hallein                                                                                   |                                                              |
| Huber Jakob            | SM             | Golling, Kuchl, Abtenau                                                                   |                                                              |
| Hueber Anton           | SM             | Neumarkt, Seekirchen, Straßwalchen, Oberndorf                                             |                                                              |
| Katschthaler Johannes  | Virilstimme    |                                                                                           | auf Grund seines Urlaubs erst am 28. September 1909 angelobt |
| Krennwallner Paul      | GG             |                                                                                           |                                                              |
| Lackner Johann         | GG             |                                                                                           |                                                              |
| Langreiter Georg       | LG             | Zell am See                                                                               |                                                              |
| Lettmayer Josef        | SM             | Mautendorf, St. Michael, Tamsweg                                                          |                                                              |
| Miglbauer Jakob        | IV. WK         | LG Bezirk Salzburg                                                                        |                                                              |
| Mitmesser Franz        | SM             | Bischofshofen, Hofgastein, St. Johann, Schwarzach, St. Veit, Wagrain, Werfen, Bad Gastein |                                                              |
| Mühlberger Adolf       | HGK            |                                                                                           |                                                              |
| Neureiter Michael      | IV. WK         | LG Bezirk St. Johann                                                                      |                                                              |
| Ott Max                | Stadt Salzburg |                                                                                           |                                                              |
| Perwein Josef          | LG             | St. Johann                                                                                |                                                              |
| Preußler Robert        | IV. WK         | Städte und Märkte                                                                         |                                                              |
| Proksch Josef          | IV. WK         | Städte und Märkte                                                                         |                                                              |
| Rainer Josef           | IV. WK         | LG Bezirk Zell am See                                                                     |                                                              |
| Riedl Johann           | GG             |                                                                                           |                                                              |
| Rottensteiner Alois    | LG             | Salzburg                                                                                  |                                                              |
| Schatzberger Ignaz     | SM             | Gnigl, Maxglan                                                                            |                                                              |
| Scheibl Eligius        | Stadt Salzburg |                                                                                           |                                                              |
| Scheiblbrandtner Josef | SM             | Radstadt                                                                                  | im Amt verstorben                                            |
| Schoosleitner Franz    | LG             | Salzburg                                                                                  | Landeshauptmann-Stellvertreter                               |
| Stainer Johann         | HGK            |                                                                                           | am 11. Jänner 1912 für Adolf Mühlberger angelobt             |
| Steinwender Leonhard   | LG             | Tamsweg                                                                                   |                                                              |
| Stölzel Artur          | Stadt Salzburg |                                                                                           | Landeshauptmann-Stellvertreter                               |
| Winkler Alois          | LG             | St. Johann                                                                                | Landeshauptmann                                              |
| Zaunmayer Anton        | GG             |                                                                                           | am 11. Jänner 1912 für Johann Hölzl angelobt                 |